# Почтарёв, Тимофей Алексеевич
Тимофе́й Алексе́евич Почтарёв (белор. Цімафей Аляксеевіч Пачтароў; 3 ноября 1913 года — 18 сентября 1992 года) — артиллерист, полковник, Герой Советского Союза. В годы Советско-японской войны 1945 года офицер-оператор штаба береговой обороны Петропавловской военно-морской базы (ВМБ) Тихоокеанского флота.

## Биография
Родился 21 октября (3 ноября) 1913 года в деревне Колосы ныне Рогачёвского района Гомельской области Белоруссии в крестьянской семье. Белорус. В 1930 году переехал в Ленинград, где работал слесарем на заводе «Электрик». Окончил 1 курс механического института.
В Военно-Морском Флоте с 1934 года. В 1938 году окончил Севастопольское военно-морское артиллерийское училище имени ЛКСМУ. Прибыл на Балтийский флот. Участвовал в войне с Финляндией 1939—1940 годов. Член ВКП(б)/КПСС с 1940 года.
В боях Великой Отечественной войны с 1941 года. Воевал на Краснознамённом Балтийском флоте. Командир береговой артиллерийской батареи. Участник обороны Ленинграда. За мужество, проявленное в боях под Нарвой, был награждён орденом Отечественной войны I степени. В 1944 году был переведён на Черноморский флот, а в мае 1945 года — на Тихоокеанский флот.
Участник советско-японской войны 1945 года.
Офицер-оператор штаба береговой обороны (Петропавловловская ВМБ, Тихоокеанский флот) майор Почтарёв во время Курильской десантной операции был назначен командиром сводного батальона морской пехоты. 18 августа 1945 года батальон под его командованием успешно высадился на остров Шумшу (Курильские острова), захватил прибрежные оборонительные сооружения и смело начал продвигаться в глубину обороны противника.
Руководимое майором Почтарёвым подразделение захватило штаб японского батальона и принудило к капитуляции в несколько раз превосходящие силы врага. В боях майор Почтарёв показывал личный пример бесстрашия и мужества, действовал смело и решительно, не один раз во главе батальона ходил в атаку на врага. Был ранен, но остался в строю.
Указом Президиума Верховного Совета СССР от 14 сентября 1945 года за образцовое выполнение боевых заданий командования на фронте борьбы с японскими милитаристами и проявленные при этом мужество и героизм, майору Почтарёву Тимофею Алексеевичу присвоено звание Героя Советского Союза с вручением ордена Ленина и медали «Золотая Звезда».
После войны продолжал службу в ВМФ СССР. В 1955 году окончил Военно-морскую академию. С 1957 года полковник Т. А. Почтарёв — в запасе.
Жил в городе Сестрорецк (административный центр Сестрорецкого района г. Ленинграда, позже центр Курортного района Санкт-Петербурга). Работал в школе № 324. Умер 18 сентября 1992 года. Похоронен на Сестрорецком кладбище.
На улице Мосина, у «дуба Почтарёва», посаженного им в 1970-х годах вместе с учениками, в 2019 году местными жителями была установлена памятная табличка.

## Награды и звания
- Орден Ленина
- Орден Красного Знамени
- Орден Отечественной войны I и II степени
- Орден Красной Звезды
- Медали

## Память
- В городе Рогачёв Гомельской области на Аллее Героев в Пионерском парке установлен памятный знак Т. А. Почтарёву.

- Фильм "Война после победы". Телеканал "78". Битва за Шумшу.
- В честь Т. А. Почтарёва назван мыс на острове Шумшу (название мысу присвоено в 1946 году)[2].